# Імла (фільм)
«Імла» (англ. The Mist, також перекл. як «Туман») — американський фільм жахів режисера Френка Дарабонта, знятий за повістю «Туман» Стівена Кінга. Сценарій також був написаний Дарабонтом, який ще з 1980-х років мріяв перенести повість на великий екран. Зйомки фільму розпочались в лютому 2007 року в Шривпорті (штат Луїзіана). Кінг не був проти похмурішого закінчення «Імли», яке запропонував Дарабонт і яке відрізняється від закінчення самої повісті. Реліз фільму в США і в Канаді відбувся 21 листопада 2007.

## Сюжет
Після жахливого буревію художник Девід Дрейтон і його дружина Стефані оглядають завдану їхньому будинку шкоду. Підійшовши до берега озера, на якому розміщена їхня ділянка, вони помічають густий, незвичайно білий туман, який повільно спускається з гір і клубочиться по поверхні озера. Девід, його сусід Брент Нортон і п'ятилітній син Девіда Біллі направляються на машині в супермаркет, щоб купити все необхідне для усунення шкоди завданої ураганом. Перебуваючи в магазині, який як і все місто, залишився без електроенергії і телефонного зв'язку, вони помічають незвичайну активність поліції і військових з бази в горах, яка, за місцевими чутками, займається проєктом «Стріла» (англ. ArrowHead). Раптово загальну увагу привертає Ден Міллер з текучою з носа кров'ю, що біг через стоянку і попереджав про щось небезпечне, що приховувалося в тумані, що насувався. Один з відвідувачів супермаркету вибігає з будинку і біжить до свого автомобіля, в цей момент його накриває туман і чутно страшні крики чоловіка. Люди вирішують перечекати небезпеку в магазині і зачиняють двері, а невдовзі зовні починається щось схоже на землетрус. Видимість стає практично нульовою, і виявляється, що ніхто з нажаханих невідомістю людей не хоче провести до дому жінку, що залишила своїх дітей і переживала за них. Врешті-решт вона йде сама.
Серед розгублених людей виділяються фанатично релігійна місіс Кармо́ді, яка проголошує настання Армагеддону. Коли Девід направляється на склад в пошуках ковдри для сина, Девід чує удари і шум ззовні по підйомних дверях. Він розповідає про це механікам Майрону і Джиму, але ті йому не вірять. Вони і підліток-розносник Норм вирішують відкрити підйомні двері, щоб хтось прочистив забиту вихлопну трубу генератора. Коли вони трохи підняли двері, з туману ззовні з'являються здоровенні, неправдоподібні щупальця з кігтями вздовж внутрішньої сторони, які хапають і затягують Норма. Девід, працівник магазину Оллі Вікс і ті, хто бачив щупальця, намагаються переконати групу скептиків, очолювану Брентом Норртоном, не виходити на вулицю, але ті не піддаються на вмовляння. Корнел (один з відвідувачів магазину) повідомляє про те, що в його машині лежить дробовик і один чоловік погоджується вирушити разом з Нортоном, забрати його і повернутися в магазин. Девід пропонує йому обв'язатися мотузкою, щоб вони знали, скільки їм вдалося пройти, якщо щось трапиться. Через деякий час мотузку ніби щось схопило, і Девіду ледве вдається її втримати. Він змотує її і, урешті-решт, витягує з туману закривавлену мотузку, прив'язану до половини тулуба чоловіка, що вирушив за зброєю.
Щоб захистити своє сховище від атак невідомих чудовиськ, люди починають закладати скляні вітрини супермаркету мішками з добривами і собачими кормами, з обмотаних ганчірками швабр вони роблять смолоскипи. З настанням ночі з туману з'являються нові потвори — величезні літаючі комахи, приваблені світлом, а разом з ним крилаті тварини, що нагадують птеродактилів. Одне із створінь випадково розбиває вітрину. В ході останньої атаки гине дві людини (одна з них — дівчина, подружка солдата з гірської воєнної бази, яку вкусила гігантська муха. Дівчина померла на руках свого друга в страшних муках. Ще одна людина виявилась сильно обпеченою. На місіс Кармоді нападає така ж муха, але чомусь не кусає її — це слугує фанатичці додатковим підтвердженням того, що вона — «вибрана» самим Богом проповідником. Вона починає збирати послідовників, переконуючи їх, що Кінець Світу настав і необхідне людське жертвопринесення, щоб туман зник. Аманда Дамфріс, яка приглядає за Біллі, виявляє, що її подруга прийняла смертельну дозу ліків. Біллі змушує батька пообіцяти, що той не дозволить чудовиськам забрати їх. Бачачи зростання кількості прибічників Кармоді, Девід починає обдумувати план втечі. Щоб переконатися у можливості безпечно добратися до своєї машини і знайти ліки для обпеченого чоловіка, він і невелика група людей відправляються в сусідню аптеку. Там на них нападають павукоподібні створіння, які забирають життя ще трьох людей. Крім того, в аптеці група Девіда зустрічають військового поліцейського з проєкту «Стріла», із шкіри якого вилазять крихітні павучки, на подобу великих створінь. Поки поліцейський ще живий, він повідомляє, що весь туман виник через дії військових з проєкту. В результаті провалу вилазки, група Кармоді стає ще сильнішою, до неї приєднуються дедалі більше членів. Серед них і учасник експедиції в аптеку — механік Джим, який став одним із її найбільш ярих послідовників.
Вцілілі виявляють, що двоє солдатів, котрі брали участь в проєкті «Стріла», повісились під час походу в аптеку. Солдат, який залишився, хлопець померлої дівчини, розказує, що вчені з проєкту випадково відкрили вікно в паралельний світ, звідти і з'явилися істоти та імла. Послідовники Кармоді, яких побільшало, б'ють його ножем декілька разів, після чого викидають назовні, щоб його кров'ю купити собі один день безпеки від монстрів. Солдата вбиває велетенська, схожа на богомола істота. Девід і його невеличка група вирішують, що потрібно їхати. Боячись фанатиків, вони призначають від'їзд на ранок, коли всі будуть спати. Проте зранку утікачів схоплює при виході місіс Кармоді, яка переконує своїх прибічників, що необхідно принести в жертву Біллі. Починається бійка, під час якої Оллі Вікс вбиває пострілом Кармоді. Більше ніхто не наважився заважати від'їзду героїв. Але поки вони доходять до автомобіля Девіда, троє (Вікс, Майро, Корнел) були вбиті. Проте Аманді, Девіду, Біллі, Дену та Айрен вдається поїхати.
Крізь імлу Девід направляється до свого дому, де виявляє, що його дружина стала жертвою павукоподібних чудовиськ. Девід вирішує їхати стільки, на скільки вистачить пального. По дорозі вони спостерігають прохід колосального чудовиська з тілом, покритим величезними звисаючими щупальцями і колоноподібними ногами, чиї кроки стрясали землю. Пальне закінчується, і група мовчки погоджується, що йти більш нікуди. Девід перераховує патрони — їх залишилось чотири, а людей в машині — п'ятеро. Девід стріляє в Аманду, Дена, Айрен і свого сина Біллі, щоб врятувати їх від смерті в лапах чудовиськ. Плачучи, Девід намагається застрелити себе тепер вже пустим револьвером, після чого виходить з машини, кличучи чудовиськ з туману забрати його життя. Лунає зростаючий гул, Девід вдивляється в імлу, звідки виїздить танк, а за ним слідує безліч солдатів, випалюючи вогнеметами туман та істот у ньому. Девід бачить декілька вантажівок, забитих вцілілими, серед яких помічає жінку, яку ніхто не згодився провести до дому, де її чекали малі діти. Вбитий горем Девід падає на коліна і кричить: «За що? За що?»

### Розробка
Френк Дарабонт хотів екранізувати повість «Туман» Кінга з 1980 року, відколи він вперше прочитав її в складі збірки «Темні сили» (англ. Dark Forces). Він хотів, щоб саме цей фільм став його режисерським дебютом, проте йому довелось зайнятися зйомкою фільму «Втеча з Шоушенка» за іншою повістю Кінга. Пізніше режисер працював над «Зеленою милею». В грудні 2004 Дарабонт повідомив, що працює над сценарієм фільму. В цей же час стає відомо, що власники Dimension Films) зацікавлені в проєкті. Вони надали необхідний бюджет і призначили початок зйомок на весну 2007 року.

## У ролях
| Актор              | Роль                                |
| ------------------ | ----------------------------------- |
| Томас Джейн        | Дейв Дрейтон                        |
| Марсія Гей Гарден  | місіс Кармоді                       |
| Лорі Голден        | Аманда Данфрайс                     |
| Андре Брауер       | Брент Нортон                        |
| Тобі Джонс         | Оллі Вікс                           |
| Вільям Седлер      | Джим Грондін                        |
| Джеффрі ДеМанн     | Ден Міллер                          |
| Алекса Давалос     | Саллі                               |
| Натан Гембл        | Біллі Дрейтон син Дейва             |
| Келлі Коллінз Лінц | Стефані Дрейтон дружина Дейва       |
| Мелісса Мак-Брайд  | жінка, в якої вдома залишились діти |

## Касові збори
Під час показу в Україні, що розпочався 22 листопада 2007 року, протягом перших вихідних фільм демонстрували на 25 екранах, що дозволило йому зібрати $79,316 і посісти 4 місце в кінопрокаті того тижня. Фільм опустився на сьому сходинку українського кінопрокату наступного тижня, хоч досі демонструвався на 25 екранах і зібрав за ті вихідні ще $32,974. Загалом фільм в кінопрокаті України пробув 4 тижні і зібрав $192,541, посівши 67 місце серед найбільш касових фільмів 2007 року.